# اندیس مرمریت مریم آباد
مرمریت مریم آباد یک اندیس مصالح ساختمانی است که در استان یزد قرار دارد و مادهٔ معدنی موجود در آن، مرمریت است؛ و دیرینگی آن به دوران الیگومیوسن می‌رسد. در این اندیس، پاراژنز‌های آراگونیت یافت می‌شوند.